# Síndrome del lóbulo frontal
El síndrome del lóbulo frontal, actualmente llamado síndrome disejecutivo (SD), es un deterioro del lóbulo frontal que suele ocurrir por una enfermedad o una lesión del lóbulo frontal. El lóbulo frontal desempeña un papel fundamental en las funciones ejecutivas, tales como la motivación, la planificación, el comportamiento social y la producción del habla. Diversas dolencias pueden causar el SD, entre las que se incluyen el traumatismo craneoencefálico, los tumores, las enfermedades neurodegenerativas, los trastornos del neurodesarrollo, las intervenciones neuroquirúrgicas y las enfermedades cerebrovasculares. El deterioro del lóbulo frontal puede detectarse cuando se manifiestan unos signos y síntomas característicos, y al realizar pruebas de cribado y pruebas neurológicas especializadas.

## Signos y síntomas
Los signos y síntomas del SD se pueden identificar mediante la desregulación, al unísono, de las funciones ejecutivas. En términos generales, estos síntomas se pueden clasificar en tres categorías principales: cognitivos (del movimiento y el habla), emocionales o conductuales. Aunque muchos de estos síntomas suelen aparecer simultáneamente, es frecuente encontrarse con pacientes que presentan algunos de ellos, pero no todos. Este es uno de los motivos por los que algunos investigadores comienzan a plantearse si el término «síndrome disejecutivo» es el más adecuado para describir esta variedad de síntomas. El hecho de que muchos de los síntomas del SD puedan ocurrir de manera aislada ha llevado a algunos investigadores a señalar que los síntomas no deben ser considerados como un «síndrome». Algunas de las más recientes investigaciones de diagnóstico por imagen de zonas de la corteza frontal indican que las funciones ejecutivas pueden estar más diferenciadas de lo que se pensaba previamente.
Los signos y síntomas se pueden clasificar de la siguiente manera:
Movimiento
- Temblor
- Apraxia
- Distonía
- Anomalía de la marcha
- Torpeza

Emocional
- Dificultad para inhibir las emociones, ira, excitación
- Depresión
- Dificultad para comprender los puntos de vista de los demás

Comportamiento
- Comportamiento de utilización
- Comportamiento de perseverancia
- Desinhibición social
- Comer compulsivamente

Signos en el lenguaje
- Afasia
- Afasia expresiva

## Causas
La causa del síndrome del lóbulo frontal puede ser un traumatismo craneoencefálico cerrado. Un claro ejemplo podría ser un accidente, ya que puede causar daños en la región cerebral de la corteza orbitofrontal.
Las enfermedades cerebrovasculares pueden causar un ictus en el lóbulo frontal. El síndrome disejecutivo puede ser el síntoma inicial de un tumor, como un meningioma. El deterioro del lóbulo frontal también es una característica de la enfermedad de Alzheimer y de la demencia frontotemporal.

## Patogénesis
La patogénesis del síndrome del lóbulo frontal conlleva afecciones tan diversas como las siguientes:
- Síndrome de Foster Kennedy:[12] se produce debido a un tumor del lóbulo frontal y da lugar a atrofia óptica ipsilateral y papiledema contralateral.
- Síndrome de desinhibición frontal, trastorno del espectro alcohólico fetal, síndrome de Rett y trastorno por déficit de atención con hiperactividad.[13]
  - Se produce a partir de un daño en el lóbulo frontal debido a la exposición prenatal a teratógenos (como el etanol, lesiones en la cabeza o tumores).
  - Es socialmente desinhibido y muestra una grave alteración del juicio, la perspicacia y la previsión.
  - El comportamiento antisocial es un rasgo característico del síndrome de desinhibición frontal.

- Síndrome abúlico frontal.[14]
  - Pérdida de iniciativa, creatividad y curiosidad
  - Apatía emocional generalizada y desidia
  - Mutismo acinético

## Anatomía y funciones

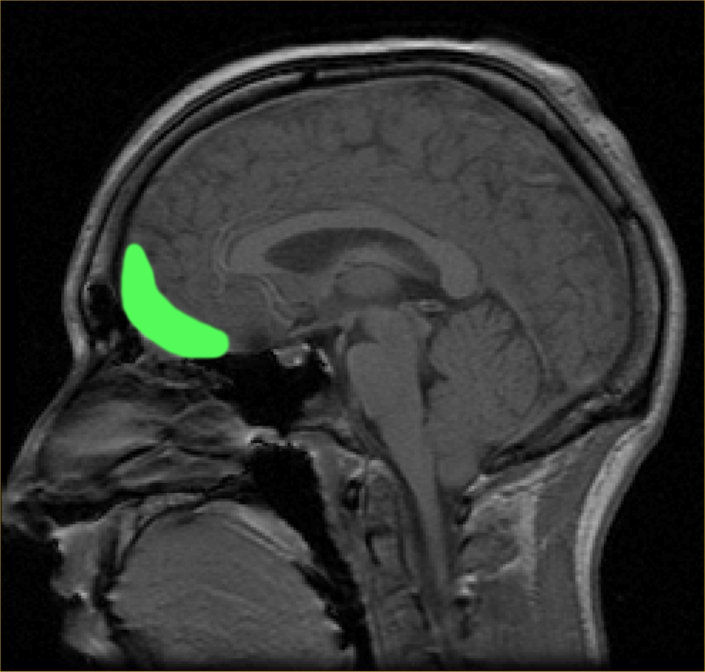
Corteza orbitofrontal (COF)

En el lóbulo frontal se encuentran el giro precentral, la corteza prefrontal y, en algunos tratados, la corteza orbitofrontal. Estas tres regiones se encuentran representadas tanto en el hemisferio izquierdo del cerebro como en el derecho. El giro precentral o corteza motora primaria tiene relación con la planificación, el inicio y el control de la motricidad fina dorsolateral de cada hemisferio. La zona dorsolateral del lóbulo frontal tiene que ver con la planificación, la estrategia de organización y otras funciones ejecutivas. La corteza prefrontal del hemisferio izquierdo está relacionada con la memoria verbal, mientras que la del hemisferio derecho lo está con la memoria espacial. El área de Broca, que se corresponde con la región frontal izquierda del opérculo de la corteza prefrontal, es la responsable del lenguaje expresivo, es decir, de la producción del lenguaje. Y existe una relación entre la corteza orbitofrontal y la inhibición de la respuesta, el control de los impulsos y la conducta social.

## Diagnóstico

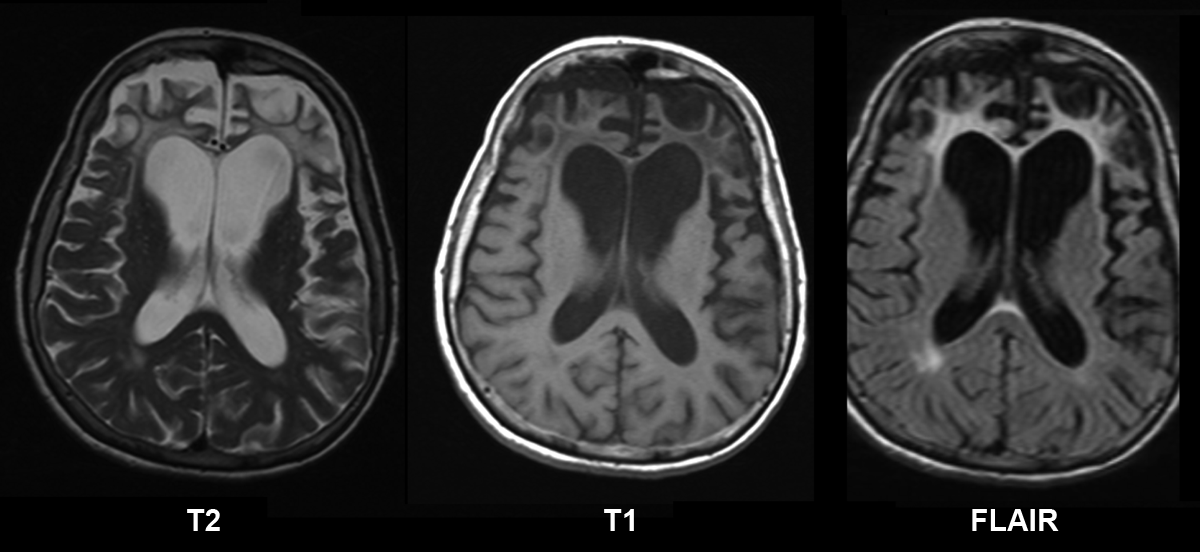
Demencia frontotemporal

El diagnóstico del síndrome del lóbulo frontal se puede dividir en estas tres categorías: 
- Antecedentes clínicos

Los antecedentes clínicos de un síndrome del lóbulo frontal podrían reconocerse a través de un cambio súbito y alarmante de la personalidad del individuo; por ejemplo, una falta de conciencia social, desinhibición, inestabilidad emocional, irritabilidad o impulsividad. Otra posibilidad es que el trastorno se haga evidente por cambios en el estado de ánimo, como depresión, ansiedad o apatía.
- Examen

El examen del estado mental de una persona con daños en el lóbulo frontal puede mostrar problemas del habla con una fluidez verbal reducida. Por lo general, la persona carece de criterio y opinión, pero no muestra anomalías significativas o deterioro de la memoria (según la medición, por ejemplo, del mini examen del estado mental). Con un deterioro más grave puede haber ecolalia o mutismo. En la exploración neurológica se muestran los reflejos primitivos (también llamados signos de liberación frontal), como el reflejo de prensión. La acinesia (carencia espontánea de movimiento) aparecerá en los casos más graves y avanzados.
- Investigación adicional

Se encuentra disponible una serie de pruebas neuropsicológicas para esclarecer la naturaleza y la extensión de la disfunción del lóbulo frontal. Por ejemplo, la formación de conceptos y la capacidad para cambiar la disposición mental, se podría medir con la Prueba de Ordenamiento de Tarjetas de Wisconsin, y la planificación se evaluaría con la subprueba de Laberintos del WISC. La demencia frontotemporal aparece como una atrofia de la corteza frontal en la RMN. En las pruebas de diagnóstico por imagen también se mostrará el deterioro de la región frontal causado por traumatismos craneoencefálicos, tumores o enfermedades cerebrovasculares.

## Tratamiento
En lo que se refiere al tratamiento del síndrome del lóbulo frontal, se dan cuidados complementarios de forma general, y también podría ser necesario algún nivel de supervisión. No obstante, el pronóstico dependerá de la causa del síndrome. Una posible complicación es que los individuos con lesiones graves sean discapacitados, hasta el punto de que no reconozcan al cuidador. Otro aspecto del tratamiento del síndrome del lóbulo frontal es la terapia del lenguaje. Este tipo de terapia puede ser de ayuda para individuos con síntomas de afasia y disartria.

## Historia
A Phineas Gage, que padeció un deterioro del lóbulo frontal grave en 1848, se le ha considerado como un caso de síndrome disejecutivo. Los cambios psicológicos de Gage son casi siempre exagerados: de la enumeración de síntomas, solo se puede decir que se observasen «enfado y frustración», «ligero deterioro de la memoria» y «dificultad en la planificación».